# Koropí (dème)
Koropí (en grec moderne : Κορωπί) ou Kropía (Κρωπία) est un dème situé dans le district régional de l'Attique de l'Est dans la périphérie de l'Attique en Grèce.
Koropí est reliée à Athènes et à l'aéroport international d'Athènes Elefthérios-Venizélos par l'Attikí Odós (sortie n° 6), par la ligne 3 du métro d'Athènes, et par le Proastiakós (réseau ferroviaire régional).
Le siège de la compagnie Olympic Air est situé à Koropí.

## Personnalités
- Yeóryios Papasidéris, athlète des Jeux olympiques de 1896 à Athènes.

## Galerie

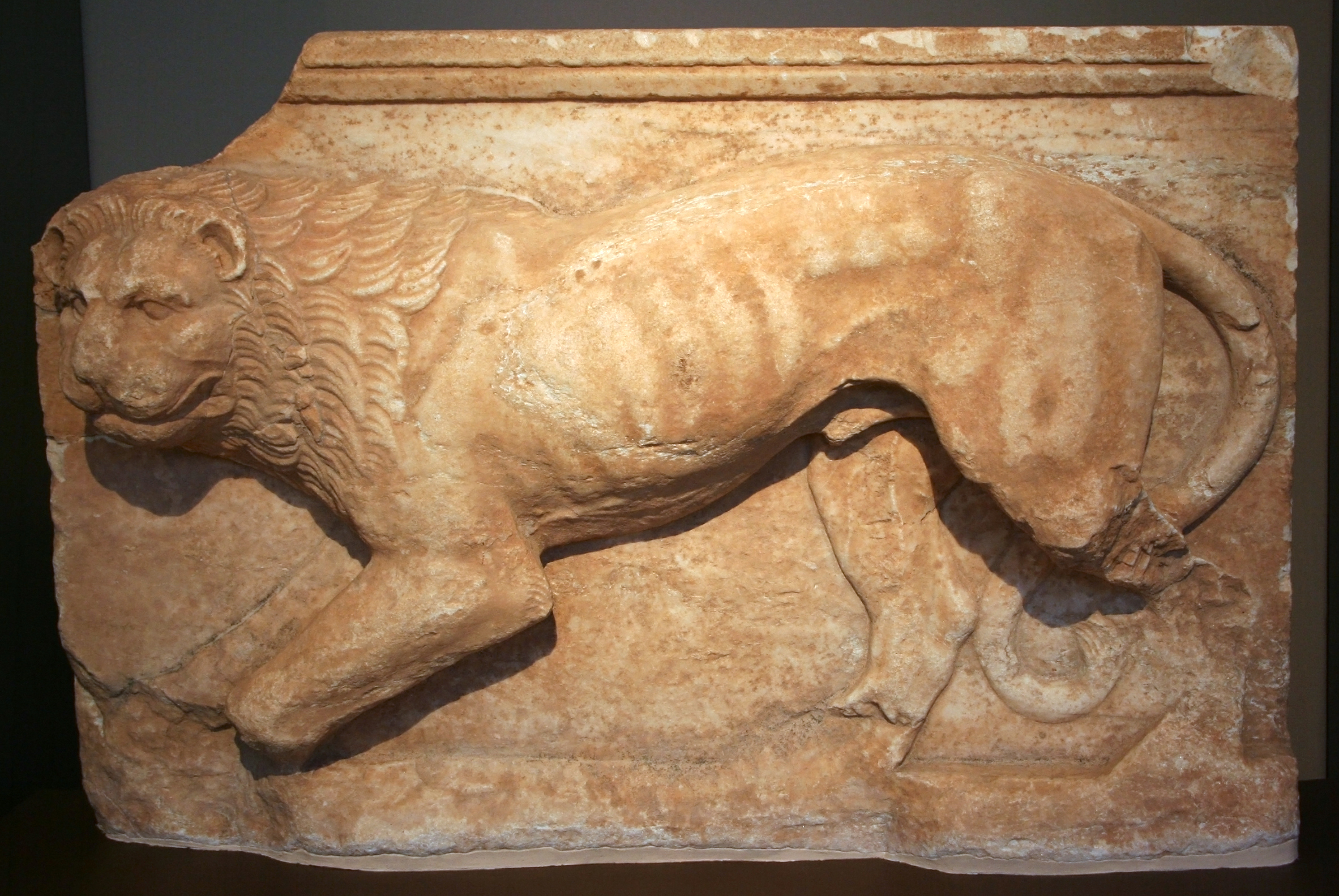
Relief de marbre au lion provenant de Koropí, 2e moitié du IVe siècle av. J.-C., musée archéologique de Brauron.